# Eryx (Sicilia)
Eryx (in greco antico:  Ἔρυξ?, Èryx) era una città antica e una montagna nella parte occidentale della Sicilia, a circa 10 km da Drepanon (la moderna Trapani) e dalla costa. Sorgeva sulla sommità del monte, a fianco al celebre santuario di Venere Ericina, sul sito della odierna Erice.

## La montagna
La montagna, chiamata poi Monte San Giuliano, è un picco isolato, che sorge nel bel mezzo di un basso tratto ondulato, che provoca la sua elevazione e appare molto più grande di quello che realmente è, tanto da essere stato considerato in antichità e in tempi moderni come la più alta cima in tutta l'isola accanto all'Etna, anche se la sua vera altezza non supera i 666 m. Quindi troviamo Erice accennata da Virgilio e da altri poeti latini come una montagna del primo ordine di grandezza, e associata ad Athos, Aetna, ecc. Sulla cui sommità sorgeva un celebre tempio dedicato a Venere o Afrodite, fondato, secondo la leggenda, da Enea; da ciò deriva il soprannome della dea Venere Ericina, con cui è spesso citata dagli scrittori latini.

## Storia

### La leggenda della fondazione
Un'altra leggenda, seguita da Diodoro, attribuisce la fondazione sia del tempio che della città a un eroe eponimo di nome Erice, che si diceva aver ricevuto Ercole durante la sua visita in questa parte di Sicilia, e avrebbe sostenuto con quell'eroe una lotta da lui vinta. Questo Eryx era un figlio di Afrodite e Bute, un re del paese, ed è quindi più volte accennato da Virgilio come un fratello di Enea, tuttavia, il poeta non si riferisce a lui in merito alla fondazione della città.
Ancora un'altra versione è stata presentata da Apollonio Rodio nella sua epica Argonautiche. In questo caso, Butes era un Argonauta di Atene, che è caduto in mare in rapimento mentre ascoltava le sirene. Fu salvato dall'annegamento perché Cipride (Afrodite) ebbe pietà di lui portandolo a Erice, dove lo condusse a Capo Lilibeo.
Le leggende che collegavano con Enea e un capo di Troia di nome Elymus evidentemente indicavano ciò che impariamo da Tucidide come un fatto storico: Eryx così come Segesta era una città di Elimi, una tribù siciliana, che è rappresentata dalla quasi totalità degli scrittori antichi come discendenti Troiani.
Il primo nucleo abitativo dovrebbe risalire tra la fine del II millennio a.C. e l'inizio del primo. Trattandosi di un luogo di grande importanza (in virtù della posizione geografica, che permetteva di dominare dall'alto tutta la costa), i primi popoli che la abitarono vi fondarono un santuario dedicato ad Astarte (poi Venere per i Romani), dove si esercitava la prostituzione sacra. Al VII secolo a.C. risalgono invece le mura ciclopiche.

### Ellenizzazione e conquista cartaginese (460-278 a.C.)

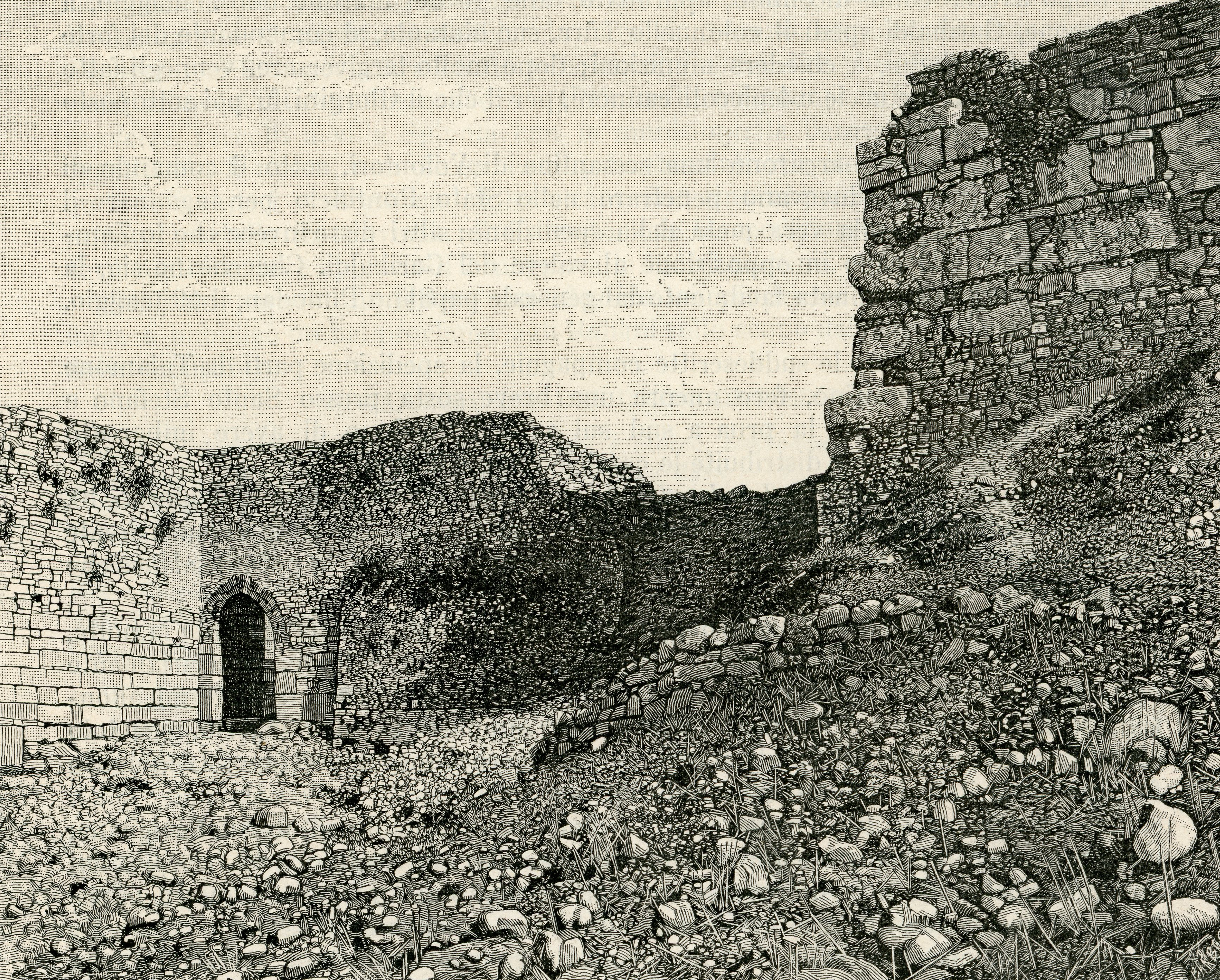
Le mura ciclopiche in una xilografia del 1892

Non sembra invece essere mai stata una colonia greca, ma gradualmente divenne ellenizzata, come la maggior parte altre città della Sicilia; anche se Tucidide (460-395 a.C.) parla ancora degli Elimi, compresi gli abitanti di Erice e Segesta, come dei barbari. 
Sembra probabile che Eryx sia stata per la maggior parte del tempo sotto il comando della più potente città di Segesta e, dopo il fallimento della spedizione ateniese, sia diventata un alleato dipendente dei Cartaginesi.
Nel 406 a.C. ha avuto luogo una battaglia navale tra una flotta cartaginese e una siracusana fuori dal quartiere di Erice, in cui quest'ultima era vittoriosa. In occasione della grande spedizione di Dionisio I di Siracusa, a ovest della Sicilia, nel 397 a.C. Erice è stata una delle città che hanno aderito al despota siracusano appena prima dell'assedio di Mozia, ma è stato rapidamente recuperato da Imilcone II l'anno successivo. Nel 367 a.C. di nuovo cadde nelle mani di Dionigi poco prima della morte, ma venne ancora una volta riconquistata dai Cartaginesi, e probabilmente continuò ad essere una località di conquista fino alla spedizione di Pirro (278 a.C.). In tale occasione è stata occupata da un importante presidio, che, combinando la sua naturale posizione, ha permesso di opporre una vigorosa resistenza al re dell'Epiro. È stata, tuttavia, presa d'assalto da Pirro per mostrare la sua abilità personale come degno discendente di Eracle.

### Distruzione durante la guerra punica (264-241 a.C.)
Nella prima guerra punica (264-241 a.C.) troviamo Erice di nuovo nelle mani dei Cartaginesi, e nel 260 a.C. il loro generale Amilcare distrusse la città eliminando gli abitanti del vicino promontorio di Drepanon, dove fondò la città da cui il nome. Il vecchio sito, tuttavia, sembra non essere stato del tutto abbandonato, per un paio di anni più tardi ci viene detto che il console romano L. Giunio divenne il padrone sia del tempio che della città. Il primo sembra essere stato ben fortificato, e, dalla sua posizione sulla sommità del monte, costituiva una postazione militare di grande forza. Quindi probabilmente è stato Amilcare Barca che abbandonando la posizione di preminenza aveva così a lungo tenuto sul monte di Ercte, trasferendo le sue forze su Eryx come una roccaforte ancor più inespugnabile. Ma non fu in grado di ridurre il tempio e fortezza sulla sommità, contro la guarnigione romana contro cui è stato in grado di opporre tutti i suoi sforzi. Nel frattempo, Amilcare ha mantenuto la sua posizione in città, gli abitanti rimasti vennero trasferiti a Drepanon; e anche se assediata o bloccata a sua volta dall'esercito romano, ai piedi della montagna, ha conservato le sue comunicazioni con il mare, ed è stato solo costretto ad abbandonare il possesso di Erice e Drepanon quando vi fu la grande vittoria navale di Gaio Lutazio Catulo sui Cartaginesi, tanto da costringere a chiedere la pace nel 241 a.C.

### Le ultime menzioni (80 a.C. – età moderna)
Da questo momento la città diviene poco importante. Cicerone (106-43 a.C.) questore nella vicina Lilibeo, allude al tempio, ma non si accorge della città; e Strabone parla di quel tempio come disabitato. Plinio il Vecchio (23-79 d.C.) annovera la Erycini tra le comunità municipali di Sicilia; ma la circostanza di cui parla Tacito, in cui erano stati i Segestani ad aver chiesto a Tiberio il restauro del tempio, sembrerebbe indicare che il santuario era a quel tempo dipendente, amministrativamente, da Segesta. Sembra che nei secoli successivi si sia occupato il sito dove ora sorge il convento di Santa Anna, circa a metà della montagna. Ripopolata la vetta nell'epoca medievale, la moderna città di Erice è cresciuta sul sito del tempio.

## Il tempio di Venere Ericina

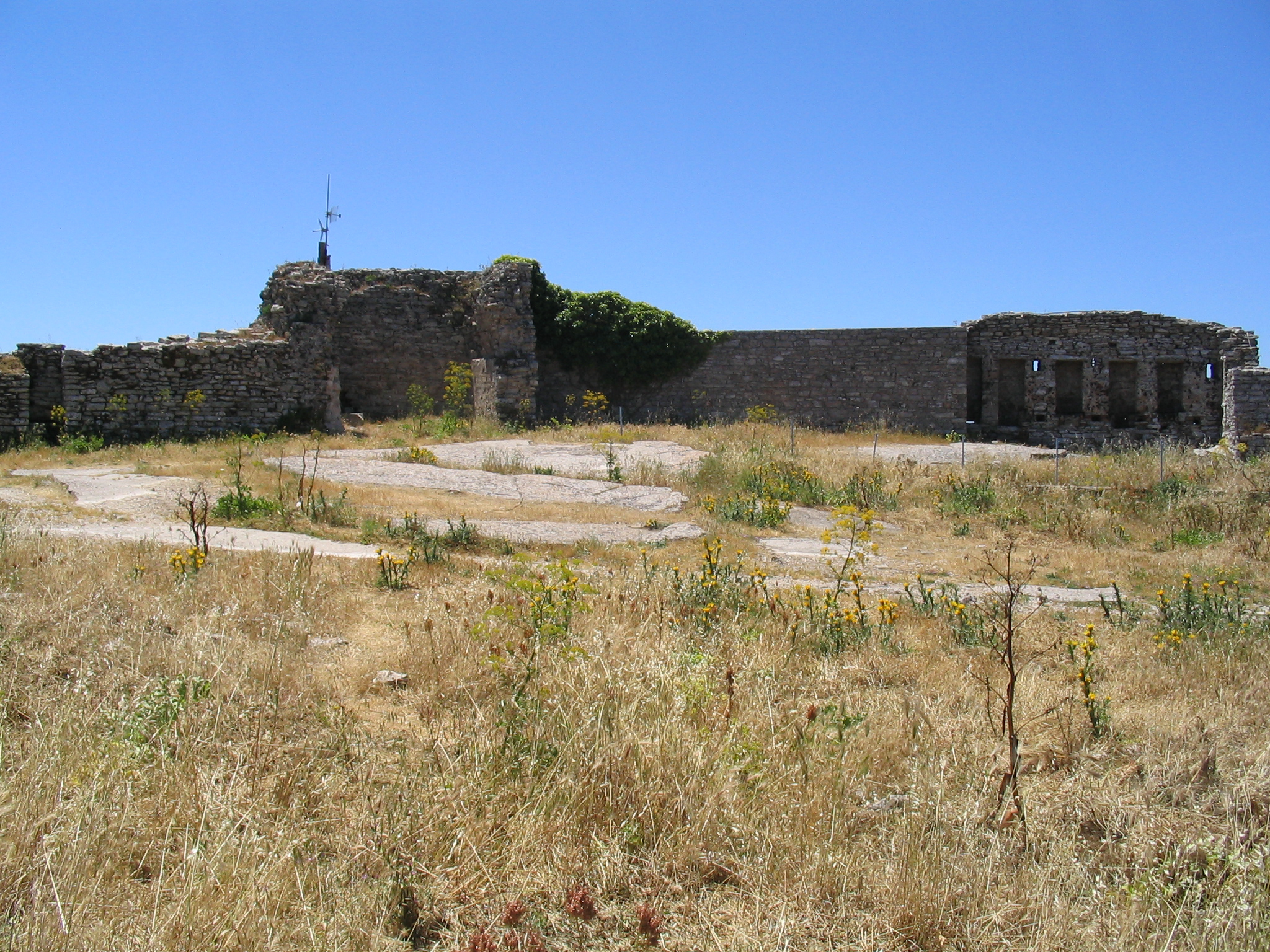
Resti del castello di Venere, costruito sulle rovine del tempio di Venere Ericina

Il tempio di Venere Ericina, come già accennato, è stato generalmente collegato alla leggenda popolare degli insediamenti Troiani in questa parte della Sicilia; questa ipotesi può essere collegata a queste tradizioni, che farebbero riferimento al fatto d'essere un'antica sede del culto pelasgico, piuttosto che di origine fenicia, come supposto da molti scrittori. Anche quegli autori che lo rappresentano come fondata prima del tempo di Enea riferiscono che venne visitato dall'eroe adornato con splendide offerte. È certo che il santuario fu considerato con pari importanza dai Fenici (Astarte), Cartaginesi, Greci (Afrodite) e Romani.
Una moneta coniata da C. Considio Nonianus (nel I secolo a.C.) rappresenta il tempio stesso, con la pericolosa fortificazione, che racchiude una parte considerevole della montagna su cui sorge; ma poche certezze si hanno sulla precisione della perimetrazione. Le monete della città di Erice alludono al culto di Venere, mentre altre presentano una stretta analogia con quelle di Agrigento, il che indica un collegamento tra le due città di cui non troviamo nessuna spiegazione nella storia.

### Il sito
Dal XII secolo, sul sito furono ripristinate dai normanno-svevi le mura ciclopiche a scopo difensivo e costruita una fortificazione, chiamata Castello di Venere, trasformata in poi una prigione; una piccola parte delle costruzioni è tutto ciò che resta dell'antico edificio, ma alcune colonne di granito fine, ancora esistenti in altre parti della città, sono senza dubbio appartenute originariamente al tempio. È stato già detto che il tempio stesso era circondato da fortificazioni, in modo da costituire una cittadella, ben distinta dalla città sottostante.